# Longino (nome)
Longino  è un nome proprio di persona italiano maschile.

## Varianti in altre lingue
- Catalano: Longí
- Francese: Longin
- Latino: Longinus[1][5]
  - Femminili: Longina[6]
- Polacco: Longin[5]
  - Femminili: Longina[6]
- Portoghese: Longino
- Russo: Лонгин (Longin)
- Spagnolo: Longino
- Ucraino: Лонгин (Lonhin)

## Origine e diffusione

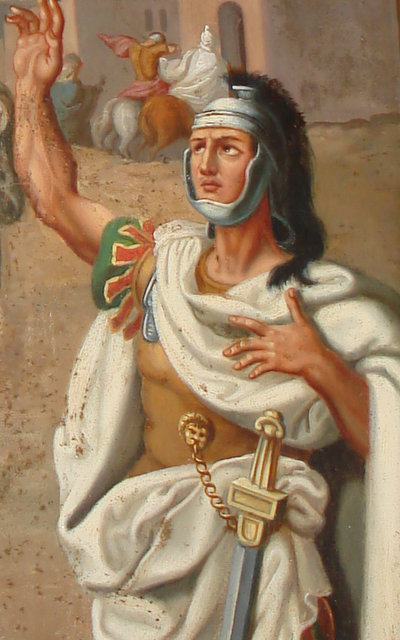
San Longino in un affresco nella chiesa di Kamienna Góra

Riprende il nome di Longino che, secondo la tradizione cristiana, fu il soldato che trafisse il costato di Cristo in croce; il nome, sostenuto prevalentemente dal culto di tale personaggio (che viene venerato come santo dalla Chiesa cattolica), gode di scarsa diffusione in Italia ed è attestato prevalentemente nel Nord, con metà delle occorrenze in Veneto e Friuli-Venezia Giulia.
Etimologicamente, deriva dal gentilizio latino Longinus, basato a sua volta sul soprannome Longus, da longus ("lungo", "alto"); specialmente in riferimento al santo, viene frequentemente ricondotto anche al termine greco λόγχη (lónkhē, "lancia"). 

## Onomastico
L'onomastico si festeggia il 16 ottobre in memoria di san Longino, il soldato romano che trafisse il costato di Gesù, martire a Cesarea in Cappadocia. Con questo nome si ricordano anche diversi altri santi, alle date seguenti:
- 29 marzo, san Longino, vescovo di Viviers[7]
- 24 aprile, san Longino, martire a Lidda[4][8]
- 2 maggio, san Longino, vescovo di Pomaria e martire sotto Unerico[4][7][8]
- 24 giugno o 28 luglio, san Longino, soldato romano, esiliato da Satala con i suoi sette fratelli, martire a Pityonte, l'odierna Pitsunda, sotto Massimiano[4][8][9]
- 2 luglio, san Longino, uno dei soldati romani che scortarono san Paolo al patibolo, convertito e martire con lui[8]
- 21 luglio, san Longino[4], martire a Marsiglia con i santi Vittore, Alessandro e Feliciano

## Persone
- Longino, politico romano, fratello dell'imperatore Zenone
- Longino, prefetto bizantino
- Longino di Cardala, funzionario bizantino
- Longino di Selino, ribelle bizantino
- Cassio Longino, retore e filosofo greco
- Gaio Cassio Longino, politico romano, uno dei cesaricidi
- Gaio Cassio Longino, giureconsulto romano
- Longino Di Piazza, calciatore italiano

### Variante Longin
- Longin Pastusiak, politico, storico, politologo e americanista polacco